# فرناندو تومي
فرناندو تومي هو لاعب كرة قدم برتغالي في مركز الوسط، ولد في 10 يوليو 1947 في بورتو في البرتغال. شارك مع منتخب البرتغال لكرة القدم. أما مع النوادي، فقد لعب مع أونياو ليريا وسبورتينغ لشبونة وفيتوريا سيتوبال.

## وصلات خارجية
- فرناندو تومي على موقع قاعدة بيانات كرة القدم.إي يو (الإنجليزية)
- فرناندو تومي على موقع ناشيونال فوتبول تيمز (الإنجليزية)
- فرناندو تومي على موقع عالم كرة القدم.نت (الإنجليزية)